# 洛芬德海姆
洛芬德海姆（荷蘭語：Lovendegem，荷蘭語發音：[ˌloːˈvɛndəɣɛm]）是比利时东佛兰德省的一个城镇和旧市镇。洛芬德海姆原为一独立市镇，2019年1月1日，洛芬德海姆与市镇瓦尔斯霍特和佐默海姆合并为新市镇利弗海姆。

## 历史
1977年，市镇芬德尔豪特并入洛芬德海姆。2019年1月1日，洛芬德海姆与市镇瓦尔斯霍特和佐默海姆合并为新市镇利弗海姆，1977年合并前的各市镇成为了利弗海姆的片区。